# Эрнст, Сергей Ростиславович
Серге́й Ростисла́вович Эрнст (1894 — 1980) — русский искусствовед, автор ряда монографий о русских художниках начала XX века, художественный критик, художник-график.

## Биография
Родился в Ярославской губернии в семье врача Ростислава Вильгельмовича Эрнста (1855—1909/1910). Начинал учиться в Рыбинске, затем окончил Вологодскую мужскую гимназию. С 1912 по 1919 год учился на историко-филологическом факультете Императорского Санкт-Петербургского (затем Петроградского) университета. Ещё будучи студентом, начал работать в Русском музее. Был помощником хранителя Музея современного искусства при Рисовальной школе Императорского общества поощрения художеств, в 1916 году вошёл в совет музея.
Публиковал искусствоведческие статьи в ведущих историко-художественных журналах того времени «Старые годы» и «Русский библиофил», позднее писал для журналов «Среди коллекционеров» и «Жар-птица».
В начале 1920-х годов жил в Петрограде вместе со своим другом, бывшим однокурсником, театральным декоратором и графиком Д. Д. Бушеном в фамильном доме семьи архитекторов и художников Бенуа на Никольской улице (теперь улица Глинки, 15). В 1918—1925 годы работал в Эрмитаже. В 1925 году С. Р. Эрнст и Д. Д. Бушен уехали в командировку из СССР в Париж и не вернулись. Публиковал работы о русском искусстве, стал художественным экспертом в антикварных кругах Парижа. Вместе с Д. Д. Бушеном участвовали в эмигрантской культурной жизни, во время Второй мировой войны — в деятельности французского Сопротивления.

## Северный кружок любителей изящных искусств
С. Р. Эрнст был одним из самых активных деятелей «Северного кружка любителей изящных искусств» (СКЛИИ) — первого культурно-просветительского общества, образованного в Вологде в 1906 году местными художниками и другими представителями интеллигенции. Являлся членом комиссии кружка по составлению книги Г. К. Лукомского «Вологда в её старине», автором публикаций в журнале кружка «Временник», среди которых статья «Церковь Святого Николы во Владычной слободе (во Фрязинове)» (Вологда: Сев. кружок любителей изящ. искусств, 1916. — 5 с., 4 л. ил.). Будучи в 1916 году секретарём кружка, опубликовал статью «Десятилетие Северного кружка любителей изящных искусств», запечатлевшую историю образования и деятельность СКЛИИ.
Именно благодаря творческим связям С. Р. Эрнста в Санкт-Петербурге на выставках кружка в Доме Вологодского Дворянского собрания экспонировались произведения ведущих художников начала XX века — А. Н. Бенуа, Е. Е. Лансере, З. Е. Серебряковой, М. В. Добужинского, Б. М. Кустодиева, которые после закрытия кружка в 1920 году попали в фонды Вологодской областной картинной галереи.

## Работы по русскому искусству
Был близок к деятелям «Мира искусства», первый автор книг о ведущих художниках русского «серебряного века» А. Н. Бенуа, Н. К. Рерихе, К. А. Сомове, З. Е. Серебряковой, В. Д. Замирайло.
Редактор и издатель петербургского журнала «Старые годы» П. П. Вейнер так вспоминал о первой встрече с ним в 1913 году:

Впервые в качестве автора появляется С. Р. Эрнст. Краснощёкий юноша, студент из Вологды, горевший любовью к искусству, уже много знавший и чувствовавший… Удивительно, как этот вологодский юноша, переселившийся в Петербург, сумел почувствовать и воспринять всю тонкость XVIII века и европейской изысканности, и легко вращался среди этих явлений, несвойственных его исходным началам, но, очевидно, свойственным его природе.— П. П. Вейнер. Библиографические листки
Н. К. Рерих, с которым С. Р. Эрнст сотрудничал, являясь комиссаром несостоявшейся персональной выставки Н. К. Рериха в конце 1916 — начале 1917 года, впоследствии, находясь в Индии, оставил тревожный отзыв в своём дневнике, недоумевая и беспокоясь о невостребованности русских искусствоведов, находящихся в эмиграции:

Вот Сергей Эрнст — тоже в Париже и сейчас в лучших годах своих. Одарённый и знающий, зорко следивший за искусством. Доброжелательный и умеющий работать. Неужели все эти годы пройдут для него без широких достижений? Он любит искусство, и, казалось, для него оно было потребностью, и языками владеет. Такие деятели так нужны… Но ничего не слышно. Не случилось ли что-нибудь?— Н. К. Рерих. Листки дневника
Целая серия книг С. Р. Эрнста о русском искусстве осталась неопубликованной. В последние годы он много встречался и переписывался с советскими художниками и искусствоведами. В 1990-е — 2000-е годы началось переиздание книг и статей С. Р. Эрнста, его имя по праву включается в круг основных творческих деятелей России первой четверти XX века в области искусствознания и художественной критики.